# Liste der Naturdenkmäler in Delbrück
Die Liste der Naturdenkmäler in Delbrück führt die Naturdenkmäler der Stadt Delbrück auf.
| Nr.      | Bezeichnung                                        | Lage                                                         | Beschreibung, Bemerkungen | Bild |
| -------- | -------------------------------------------------- | ------------------------------------------------------------ | ------------------------- | ---- |
| 6        | 2 Eichen und 1 Linde                               | Anreppen                                                     |                           |      |
| DE 03 I  | Linde an der Bentfelder Straße                     | Bentfeld                                                     |                           |      |
| DE 01 I  | Findling an der Bentfelder Straße                  | Bentfeld                                                     |                           |      |
| 38       | 1 Eiche                                            | Boke                                                         |                           |      |
| 41       | Rest eines Dünengeländes                           | Boke                                                         |                           |      |
| 35       | 1 Eiche                                            | Boke                                                         |                           |      |
| DE 04 I  | 19 Linden auf dem Kirchplatz                       | Boke                                                         |                           |      |
| 40       | Toter Lippearm                                     | Boke                                                         |                           |      |
| 36       | 1 Linde                                            | Boke                                                         |                           |      |
| 37       | 1 Eiche                                            | Boke                                                         |                           |      |
| DE 06 I  | Findling Am Wiemenkamp                             | Delbrück                                                     |                           |      |
| D 1 / 8  | Teich südl. "Hansmeiershof"                        | Delbrück                                                     |                           |      |
| D 1 / 1  | 1 Quelle (Springquelle)                            | Delbrück                                                     |                           |      |
| D 1 / 5  | 1 Findling                                         | Delbrück                                                     |                           |      |
| DE 05 I  | Findling vor dem Hallenbad                         | Delbrück                                                     |                           |      |
| D 2 / 1  | 1 Findling                                         | Hagen                                                        |                           |      |
| D 2 / 3  | 2 Linden                                           | Hagen                                                        |                           |      |
| DE 07 I  | Eiche an der Schlinger Straße                      | Hagen                                                        |                           |      |
| D 3 / 14 | Heideteich "Horst Daupe"                           | Ostenland                                                    |                           |      |
| D 3 / 16 | Hunnebruch (Erlenwald mit seltenen Pflanzen)       | Ostenland                                                    |                           |      |
| D 3 / 11 | 2 Findlinge                                        | Ostenland                                                    |                           |      |
| D 3 / 2  | Seerosenteich                                      | Ostenland                                                    |                           |      |
| D 3 / 15 | Erlen- und Weidenbestand mit Buchenwaldflora       | Ostenland                                                    |                           |      |
| D 3 / 3  | Vogelschutzgehölz                                  | Ostenland                                                    |                           |      |
| D 3 / 4  | Lehmkuhlen (ehemalige)                             | Ostenland                                                    |                           |      |
| D 3 / 9  | 2 halbe Findlinge (zusammengehörig)                | Ostenland                                                    |                           |      |
| D 4 / 1  | 1 Findling                                         | Westenholz                                                   |                           |      |
| D 5 / 1  | 1 Eiche im Ortsteil Steinhorst                     | Westerloh Kaunitzer Straße (51° 49′ 33,1″ N, 8° 33′ 41,8″ O) |                           |      |
| D 5 / 3  | 1 Eiche im Ortsteil Steinhorst                     | Westerloh Kaunitzer Straße (51° 49′ 38,7″ N, 8° 33′ 56,4″ O) |                           |      |
| DE 08 I  | 5 Linden an der alten Kapelle im Ortsteil Lippling | Westerloh                                                    |                           |      |
| D 5 / 6  | 1 Findling im Ortsteil Lippling                    | Westerloh                                                    |                           |      |